# Lasiurus seminolus
Lasiurus seminolus és una espècie de ratpenat de la família dels vespertiliònids. Viu als Estats Units i Mèxic.